# Adé (Hautes-Pyrénées)
Adé település Franciaországban, Hautes-Pyrénées megyében. Lakosainak száma 834 fő (2022. január 1.). Adé Lanne, Bartrès, Julos, Lourdes, Ossun és Averan községekkel határos.

## Népesség
A település népességének változása:
| Lakosok száma | 780  | 802  | 821  | 802  | 814  | 826  | 826  | 828  | 834  |
|               | 2013 | 2015 | 2016 | 2017 | 2018 | 2019 | 2020 | 2021 | 2022 |